# 赫拉平
51°48′7″N 25°46′58″E / 51.80194°N 25.78278°E
赫拉平（烏克蘭語：Храпин），是烏克蘭西北部的村莊，隸屬里夫內州的瓦拉什區。該村始建於1529年，面積21.58平方公里，海拔高度144米，2001年人口423，人口密度每平方公里19.6人。